# Folgoso do Courel
Folgoso do Courel és un municipi de la província de Lugo a Galícia. Pertany a la comarca de Quiroga.

## Geografia
Es troba en plena serra d'O Courel, al límit amb la província de Lleó. Té uns 212 km², amb fortes variacions d'altitud, des dels 400 m a la vall del riu Lor fins als 1.600 m en pics com Montouto, Formigueiros (1.643 m) o Pía Páxaro (1.610 m). El Lor i alguns afluents seus formen valls riques en ecosistemes diversos, que fan d'O Courel la reserva botànica més important de Galícia. A més, Folgoso do Courel té paratges naturals d'alt valor en el camp de l'espeleologia.
Limita al nord amb Samos i Pedrafita do Cebreiro, a l'oest amb A Pobra do Brollón, al sud amb Quiroga i a l'est amb Barjas i Oencia, tots dos de la província de Lleó.

## Demografia
| 6.413            | 5.785 | 5.479 | 1.397 |
| Fonts: INE i IGE |       |       |       |

## Parròquies
- Esperante (San Pedro)
- Folgoso do Courel (Santa María)
- Hórreos (San Pedro)
- Meiraos (Santa María)
- Noceda (San Pedro)
- Seceda (San Silvestre)
- Seoane do Courel (San Xoán)
- Vilamor (San Vicente)
- Visuña (Santa Eufemia)

## Personatges il·lustres
- Uxío Novoneyra (1930-1999), poeta i escriptor de contes.